# Amoeba proteus
Espèce
Synonymes
- Chaos diffluens Müller, 1786

Amoeba proteus, anciennement Chaos diffluens, ou amibe protée est une forme d'amibe d'eau douce de grande taille (jusqu'à 500 µm de long), vivant à la surface de la vase des eaux stagnantes mais aussi des terres humides. Ce rhizopode se nourrit par phagocytose : c'est un hétérotrophe phagotrophe.

## Description
Cette amibe polymorphe, sphérique lorsqu'elle est contractée, s'allonge en limace quand elle progresse sur un substrat solide. Elle émet de larges pseudopodes antérieurs alors que sa portion postérieure ne présente qu'un amas de petites saillies collantes et visqueuses formant le collopode adhérant au substrat, agglutinant et entraînant les particules et les proies.
Au repos, elle émet dans toutes les directions de nombreux pseudopodes courts (non ramifiés).
Le cytoplasme comporte de larges vacuoles digestives et pulsatiles, la première assurant la phagocytose et la seconde régulant la pression osmotique de l'animal. La multiplication est assurée par mitose.